# The Hills Have Eyes (1977)
The Hills Have Eyes is een Amerikaanse horrorfilm uit 1977. Het was de tweede film van regisseur Wes Craven, vijf jaar na The Last House on the Left. Alexandre Aja maakte in 2006 een nieuwe versie.

## Verhaal
De gepensioneerde politieagent Bob Carter (Russ Grieve) gaat samen met zijn vrouw Ethel (Virginia Vincent) op weg in hun woonwagen. Ze nemen hun zoon Bobby (Robert Houston) en dochters Brenda (Susan Lanier) en Lynne (Dee Wallace) mee, evenals laatstgenoemdes echtgenoot Doug (Martin Speer) en hun kindje Katy. Ook in de wagen zijn  Beast en Beauty, de twee honden van de familie.
Ondanks waarschuwingen van pomphouder Fred (John Steadman) op het benzinestation, wil Carter een stuk afsnijden door de woestijn. Ter plaatse zijn vroeger bommen getest door de luchtmacht, waardoor er straling achtergebleven zou zijn. Wanneer Carter de wagen midden in het schijnbaar uitgestorven gebied van de weg rijdt, besluit hij te voet hulp te gaan halen. De rest van de familie zal daar op hem wachten.
In de bergen van de woestijn woont niettemin de mismaakte kannibaal Jupiter (James Whitworth) en zijn gelijkgestemde familieleden  Mars (Lance Gordon), Pluto (Michael Berryman), Mama (Cordy Clark), Ruby (Janus Blythe) en Mercury (producer Peter Locke zelf in een kort bijrolletje). Jupiter is de zoon van Fred, maar al op jonge leeftijd door hem achtergelaten in de woestijn omdat Fred een gevaarlijk mens in hem zag. De straling daar heeft Jupiter verder gek en mismaakt gemaakt. Hij leeft nu van het vlees van gestrande toeristen. Hij en zijn familie zien in de familie Carter hun volgende maal. Eenmaal uit de bergen, belegeren ze de familie, die hun uitje veranderd ziet in een poging om te overleven.

## Rolverdeling

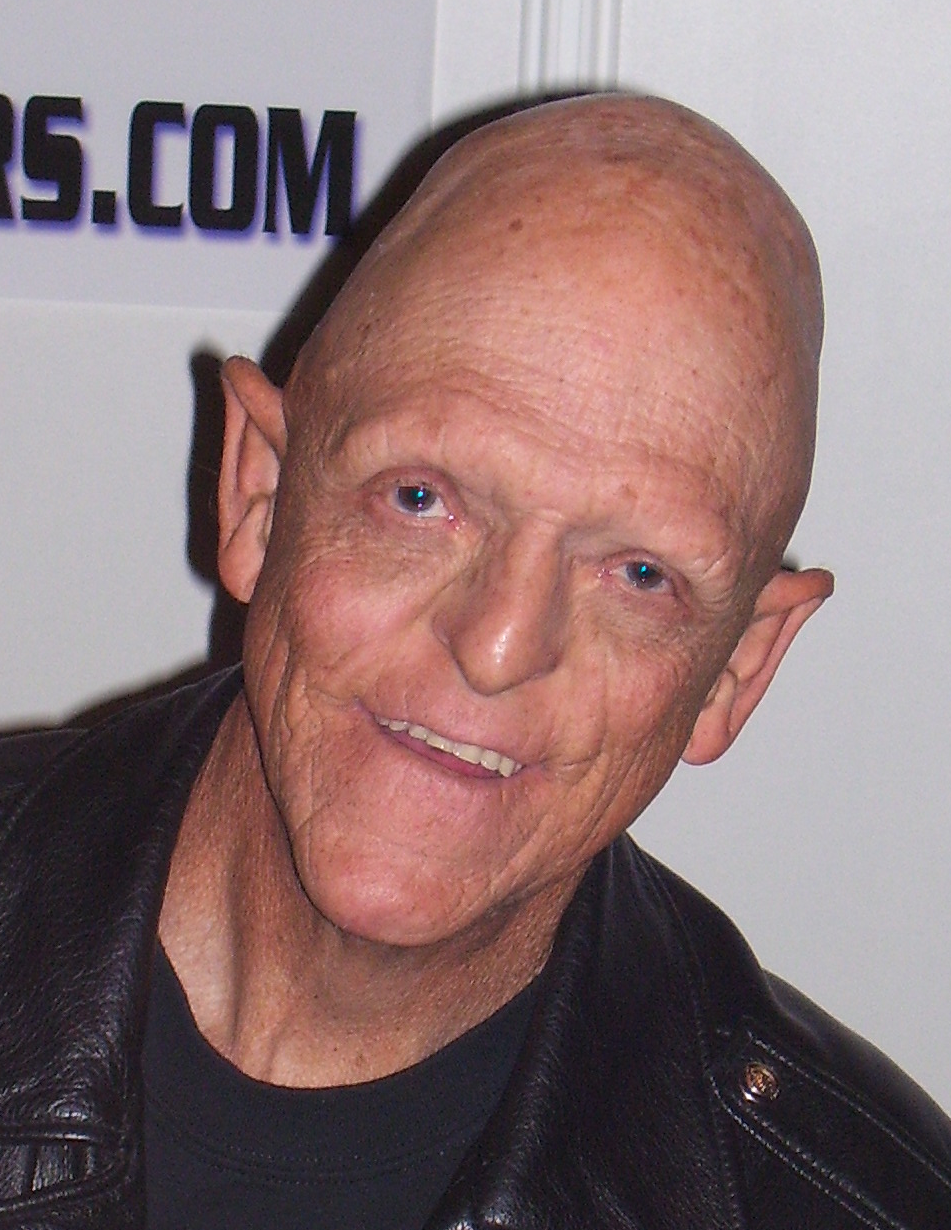
Acteur Michael Berryman (Pluto) vormde het gezicht van The Hills Have Eyes (ook op de originele filmposter)

| Acteur           | Personage      |
| ---------------- | -------------- |
| Susan Lanier     | Brenda Carter  |
| Robert Houston   | Bobby Carter   |
| Martin Speer     | Doug Wood      |
| Dee Wallace      | Lynne Wood     |
| Russ Grieve      | Big Bob Carter |
| John Steadman    | Fred           |
| James Whitworth  | Jupiter        |
| Virginia Vincent | Ethel Carter   |
| Lance Gordon     | Mars           |
| Michael Berryman | Pluto          |
| Janus Blythe     | Ruby           |
| Cordy Clark      | Mama           |
| Brenda Marinoff  | Katy           |
| Pete Locke       | Mercury        |

## Vervolgen
- The Hills Have Eyes Part II - 1985 (waarvan eveneens een remake verscheen, The Hills Have Eyes 2 uit 2007)
- The Outpost (aka Hills Have Eyes Part 3, 1995)

## Trivia
- Het verhaal van The Hills Have Eyes is gebaseerd op de legende van Sawney Beane en zijn familie.
- Wanneer de hond Beauty sterft in de film, gebruikt Craven een daadwerkelijk dode hond om de dode versie van het huisdier te filmen.
- Artdirector Robert. A. Burns werkte eerder mee aan The Texas Chain Saw Massacre. Verschillende rekwisieten die hij in die film gebruikte, duiken opnieuw op in de grot van de kannibalistische familie in The Hills Have Eyes.